# Dmitri Puzanov
Dmitri Puzanov (né le 23 octobre 1982) est un coureur cycliste russe.

## Palmarès
- 2008
  - 2e étape du Grand Prix de Sotchi
  - 3e du Grand Prix de Sotchi
  - 3e du Tour de Galice
- 2009
  - 4e étape du Tour de Galice
- 2010
  - 1re étape de l'Udmurt Republic Stage Race
  - 2e du Grand Prix de Donetsk
- 2021
  - 3e des Cinq anneaux de Moscou
- 2023
  - 3e du championnat de Russie sur route

## Classements mondiaux
| Année           | 2007   | 2008 | 2009 | 2010 |
| --------------- | ------ | ---- | ---- | ---- |
| UCI Europe Tour | 1 260e | 556e |      | 260e |